# Grebo socken
Grebo socken i Östergötland ingick i Bankekinds härad (före 1888 även delar i Hanekinds härad), ingår sedan 1971 i Åtvidabergs kommun och motsvarar från 2016 Grebo distrikt.
Socknens areal är 70,57 kvadratkilometer, varav 64,15 land. År 2000 fanns här 1 401 invånare. Tätorten Grebo med sockenkyrkan Grebo kyrka ligger i socknen. 

## Administrativ historik
Grebo socken har medeltida ursprung.
Före 1888 hörde i civilt avseende till Vists socken och Hanekinds härad byarna Föltorp och Hedingstorp jämte lägenheterna Kongshäll och Olofsmåla även som de på ägorna till Torpa by belägna så kallade Säbytorpen, nämligen Stora och Lilla Tjugumålen, Häradstorp eller Kolbotten, Häradssveden och Nysäter. De så kallade Säbytorpen överfördes 1888 till Vists kyrkosocken. 
Vid kommunreformen 1862 övergick socknens ansvar för de kyrkliga frågorna till Grebo församling och för de borgerliga frågorna till Grebo landskommun. Landskommunen inkorporerades 1952 i Björsäters landskommun och ingår sedan 1971 i Åtvidabergs kommun. Församlingen uppgick 2006 i Grebo-Värna församling som i sin tur 2010 uppgick i Åtvids församling..
1 januari 2016 inrättades distriktet Grebo, med samma omfattning som församlingen hade 1999/2000.  
Socknen har tillhört samma fögderier och domsagor som socknens härader.  De indelta soldaterna tillhörde  Första livgrenadjärregementet, Kinda kompani och Andra livgrenadjärregementet, Tjusts kompani.

## Geografi
Grebo socken ligger mellan Linköping och Åtvidaberg kring sjöarna Ärlången i nordväst och Vien och Örn i sydost. Socknen består av odlingsbygd i öster och skogsbygd i väster.

## Fornlämningar
Kända från socknen är gravfält och stensättningarar, en domarring, stensträngar och en fornborg från järnåldern. Vid gården i Rösten finns en fallosliknande stenfigur kallad Röstensgubben.

## Namnet
Namnet (1354 Grepaboo) kommer troligen från prästgården. Förleden kan vara ett mansnamn Grepe. Efterleden är bo, 'bostad'.

### Fotnoter
1. 1 2  Svensk Uppslagsbok andra upplagan 1947–1955: Grebo socken
2. 1 2  Harlén, Hans; Harlén Eivy (2003). Sverige från A till Ö: geografisk-historisk uppslagsbok. Stockholm: Kommentus. Libris 9337075. ISBN 91-7345-139-8
3. ↑  ”Församlingar”. Statistiska centralbyrån. https://www.scb.se/hitta-statistik/regional-statistik-och-kartor/regionala-indelningar/forsamlingar/. Läst 30 december 2022.
4. ↑  Administrativ historik för Grebo socken (Klicka på församlingsposten). Källa: Nationella arkivdatabasen, Riksarkivet.
5. 1 2  Sjögren, Otto (1931). Sverige geografisk beskrivning del 2 Östergötlands, Jönköpings, Kronobergs, Kalmar och Gotlands län. Stockholm: Wahlström & Widstrand. Libris 9939
6. 1 2  Nationalencyklopedin
7. ↑  Fornlämningar, Statens historiska museum: Grebo socken
8. ↑  Fornminnesregistret, Riksantikvarieämbetet: Grebo socken Fornminnen i socknen erhålls på kartan genom att skriva in sockennamn (utan "socken") i "Ange geografiskt område"
9. ↑  Mats Wahlberg, red (2003). Svenskt ortnamnslexikon. Uppsala: Institutet för språk och folkminnen. Libris 8998039. ISBN 91-7229-020-X. https://isof.diva-portal.org/smash/get/diva2:1175717/FULLTEXT02.pdf